# David Pepke
David Pepke (født 12. april 1984) er en dansk sanger, guitarist og singer-songwriter, der bedst er kendt som medlem af pop duoen C21.
Han begyndte til kor som 8-årig og året efter begyndte han at gå til klaver. I en alder af 10 år skrev han sin første sang. Han gik på Helsingør Gymnasium fra 2000-2003.
Pepke mødte Søren Bregendal og Esben Duus, da de to andre var opvarmningsband til en fødselsdagsfest.
I 2010 udgav Pepke sit første soloalbum kaldet Tuesday Session, der var et konceptalbum med syv numre, hvor alt materiale skrevet og indspillet på én dag.
I 2011 udgav han sin første solo-single, "Yellow Sign".
Siden 2012 har han arbejdet han som selvstændig tømrer, der fremstiller møbler.
I 2014 blev Pepke og Bregendal genforenet som C21 for første gang siden opløsningen i 2006 for at spille numrene "Stuck In My Heart", "All that I want" og "You Just Wait And See" på Bastionen & Løven i København anledning af Bregendals private venners bryllup på samme dag.
I 2019 udgav B.T. en artikel der omhandlede David Pepke og bandet C21 som han var medlem af i sine yngre år, her afslørede Pepke at han stadig skriver og udvikler musik, som måske udkommer som soloprojekt. Men der er dog endnu ikke planlagt officielle udgivelser.
I 2023 blev det offentliggjort at C21 genforenes. 19 april 2024 udgav C21 albummet STAY POP pt. 1. I 2025 blev opfølgeren STAY POP pt. 2 udgivet.

## Diskografi

### Solo
- Tuesday Session (2010)

### med C21
- C21 (2003)
- Listen (2004)
- STAY POP pt. 1 (2024)
- STAY POP pt. 2 (2025)